# Conecuh County
Conecuh County je okres ve státě Alabama ve Spojených státech amerických. K roku 2010 zde žilo 13 228 obyvatel. Správním městem okresu je Evergreen. Celková rozloha okresu činí 2 208 km².